# Вергов, Юлиан
Юлиан Вергов (болг. Юлиан Вергов, англ. Julian Vergov; род. 15 июля 1970, София, Болгария) — болгарский актёр театра, кино и телевидения. 

## Биография
Родился 15 июля 1970 года в Софии, столице Болгарии. Прежде чем стать актёром, четыре года учился на инженера. Дебютировал в кино в 2001 году.
Приобрёл относительную известность на Западе, снимаясь в ролях второго плана в американских и европейских телевизионных фильмах, таких как «Спартак», «Остров раптора», «Осада пришельцев», «Любовь, о которой молчат» и многих других. Также сыграл небольшую роль болгарского офицера в российском фильме «Турецкий гамбит».
В 2009 году получил роль Уилла Тайлера (экранного мужа героини Миллы Йовович) в американском фантастическом триллере «Четвёртый вид».
В 2012 вместе со своими коллегами Захари Бахаровым и Владимиром Карамазовым основал компанию Three Bears Entertainment, занимавшуюся производством фильмов и рекламы, а также спонсировала театральные спектакли.

## Личная жизнь
Женат, у актёра и его супруги дочь Алена.

## Фильмография
| Год       |    | Русское название         | Оригинальное название            | Роль                         |
| --------- | -- | ------------------------ | -------------------------------- | ---------------------------- |
| 2002      | ф  | Погружение в бездну      | Dark Descent                     | Влад                         |
| 2002      | тф | Перехватчики 2           | Interceptor Force 2              | лидер повстанцев             |
| 2003      | ф  | В аду                    | In Hell                          | тюремный надзиратель         |
| 2004      | тф | Спартак                  | Spartacus                        | один из разведчиков          |
| 2004      | тф | Остров раптора           | Raptor Island                    | Рашид                        |
| 2005      | ф  | Турецкий гамбит          | Турецкий гамбит                  | болгарский офицер            |
| 2005      | тф | Осада пришельцев         | Alien Siege                      | Холланд                      |
| 2005      | тф | Любовь, о которой молчат | Un amour à taire                 | Вон Берг                     |
| 2005      | ф  | Предельная глубина       | Submerged                        | Роллинс                      |
| 2007      | ф  | Гнездо жаворонка         | La Masseria delle allodole       | турецкий националист         |
| 2007      | ф  | До смерти                | Until Death                      | агент                        |
| 2009      | ф  | Опасная гастроль         | Command Performance              | российский военный командир  |
| 2009      | ф  | Четвёртый вид            | The Fourth Kind                  | Уилл Тайлер                  |
| 2012—2014 | с  | Революция Z              | Революция Z: Секс, лъжи и музика | Никола Савов, учитель физики |
| 2017      | ф  | Бойка: Неоспоримый       | Boyka: Undisputed                | Слава                        |
| 2018      | ф  | Ничего себе каникулы!    | Premières vacances               | русский турист               |